# Dirk Otten
Dirk Otten (* 22. Januar 1968) ist ein ehemaliger deutscher Fußballspieler.

## Werdegang
Der Mittelfeldspieler begann seine Karriere bei der TSG Harsewinkel und debütierte im Jahre 1986 in der ersten Mannschaft des FC Gütersloh, der damals in der Oberliga Westfalen spielte. Im Jahre 1988 wechselte er zum Bundesligisten 1. FC Nürnberg, für den er drei Spiele bestritt. Nach nur einer Saison wechselte Otten zu Arminia Bielefeld. Mit den Arminen wurde er 1990 Meister der Oberliga Westfalen, scheiterte aber in der Aufstiegsrunde am Sprung in die 2. Bundesliga. Bis 1993 absolvierte Otten 101 Spiele für die Arminia und erzielte 23 Tore. Anschließend wechselte Otten zum SC Verl, mit dem er 1995 Vizemeister der Regionalliga West/Südwest wurde. Nach der Saison wechselte er noch zur SpVg Beckum, für die er auch noch in der Spielzeit 1996/1997 in der Oberliga Westfalen aktiv war und bei der er in jener Saison mindestens neunmal als Torschütze bei der im Tabellenkeller platzierten Mannschaft in Erscheinung trat, ehe er seine Karriere beendete.
Nach seiner aktiven Karriere war er zunächst als Co-Trainer unter Jürgen Gessat beim SC Wiedenbrück aktiv und leitete danach das Projekt „Einfach Fußball“ als Trainer und Organisator. Im Sommer 2021 kehrte Otten zu seinem Heimatverein TSG Harsewinkel zurück und übernahm mit seinem jüngeren Bruder Henning die in der Kreisliga B spielende erste Mannschaft.